# Maria Luggau
Maria Luggau ist ein Ort in der Gemeinde Lesachtal.
Das Haufendorf liegt im Lesachtal in 1173 m Seehöhe und hat 256 Einwohner (2001).

## Kultur und Sehenswürdigkeiten

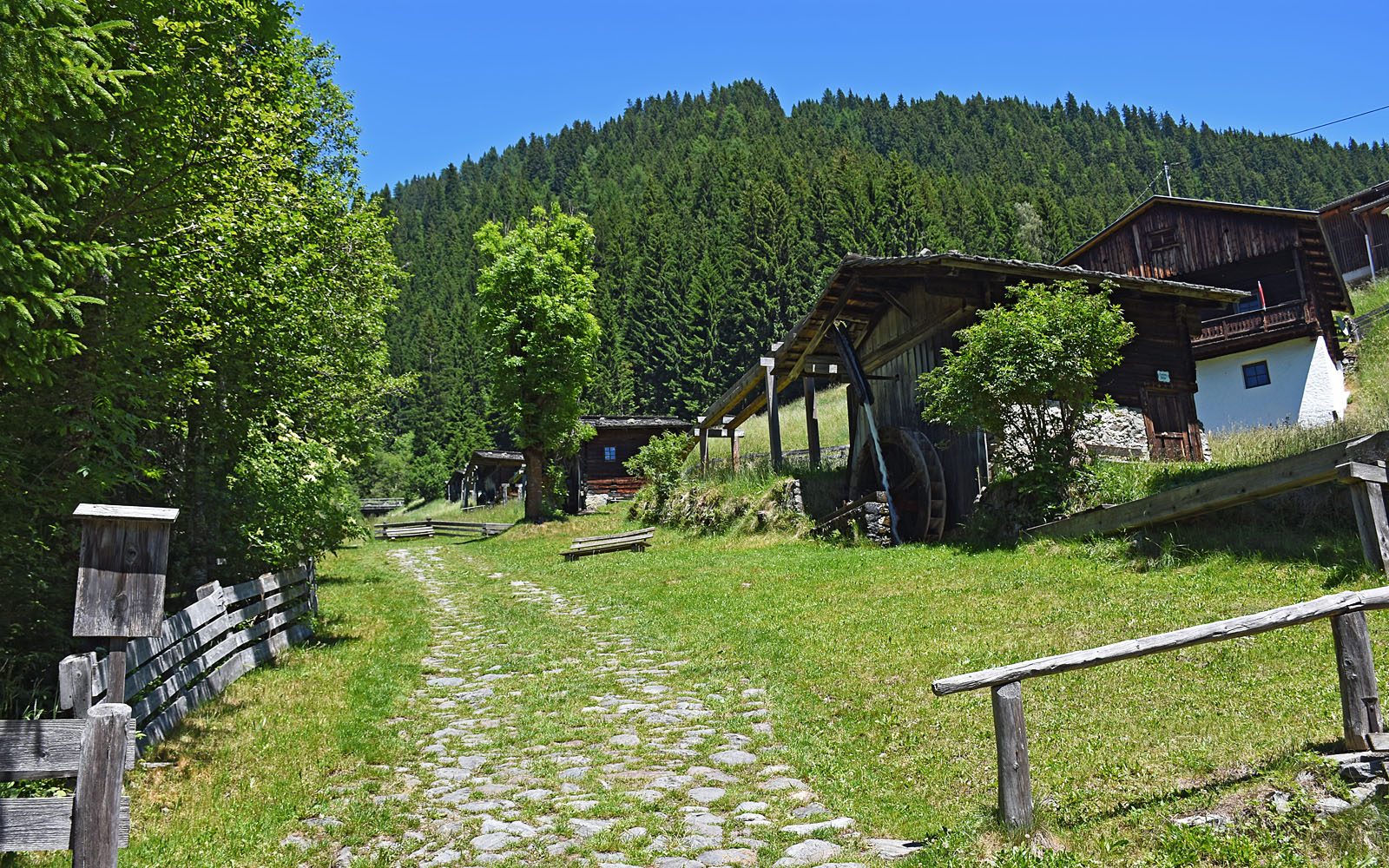
Maria Luggau Mühlenweg

- Pfarr- und Wallfahrtskirche Maria Schnee
- Lourdeskapelle unterhalb der Kirche
- Marienkapelle im Weiler Stoffanell
- Kloster Maria Luggau: Das Kloster wurde im Jahr 1591 als Franziskanerkloster gegründet. Die ersten Gebäude entstanden zwischen 1593 und 1628. Von 1635 an bis heute wird das Kloster von den Serviten, dem Orden der Diener Mariens, geführt. Das Kloster beherbergt seit 1989 auch ein katholisches Bildungshaus für Oberkärnten. Von einigen der Gästezimmer blickt man auf den zur Straße hin liegenden terrassierten Klostergarten. Dieser ist einer der wichtigsten frühbarocken Klostergärten in Österreich. Er blieb in der Grundfläche und in den Hauptstrukturen bis heute erhalten. Neben einem Glashaus ist ein weiteres Gartengebäude historisch interessant: Der achteckige, gemauerte Gartenpavillon – im Volksmund auch „Spatzentempel“ genannt – mit hölzerner Laterne aus dem 17. Jahrhundert. Er wurde innen und außen 2008/2009 renoviert.
- Zollwohngebäude
- Steinobelisk, Denkmal für Franz Freiherr von Schmidt-Zabierow, 1887
- Mühlen-Ensemble, am Trattenbach, fünf oberschlächtige Radmühlen, 17. und 18. Jahrhundert

## Söhne und Töchter der Ortschaft
- Gerd Kühr (* 1952), Komponist